# Лубрикант (медицина)
Лубрикация е използването на намаляващи триенето вещества в областта на медицината, при различни медицински изследвания.
- медицина – прилагане на слизести покрития при интрументите за ендоскопски изследвания, като сонди, катетри и др.; лубрикацията се използва и в сексологията, за намаляване на триенето и улесняване на половия акт; почти всички презервативи са покрити с някакъв вид лубрикант.